# Pontecesures
Pontecesures település Spanyolországban, Pontevedra tartományban. Pontecesures Padrón, A Estrada és Valga községekkel határos. Lakosainak száma 3088 fő (2024).

## Népesség
A település népessége az elmúlt években az alábbi módon változott:
| Lakosok száma | 2973 | 3028 | 3139 | 3145 | 3123 | 3092 | 3037 | 3052 | 3079 | 3088 |
|               | 2001 | 2004 | 2007 | 2009 | 2012 | 2014 | 2017 | 2019 | 2022 | 2024 |